# Ordito
L'ordito o catena è l'insieme di fili che, unitamente a quelli della trama, concorrono a formare un tessuto.

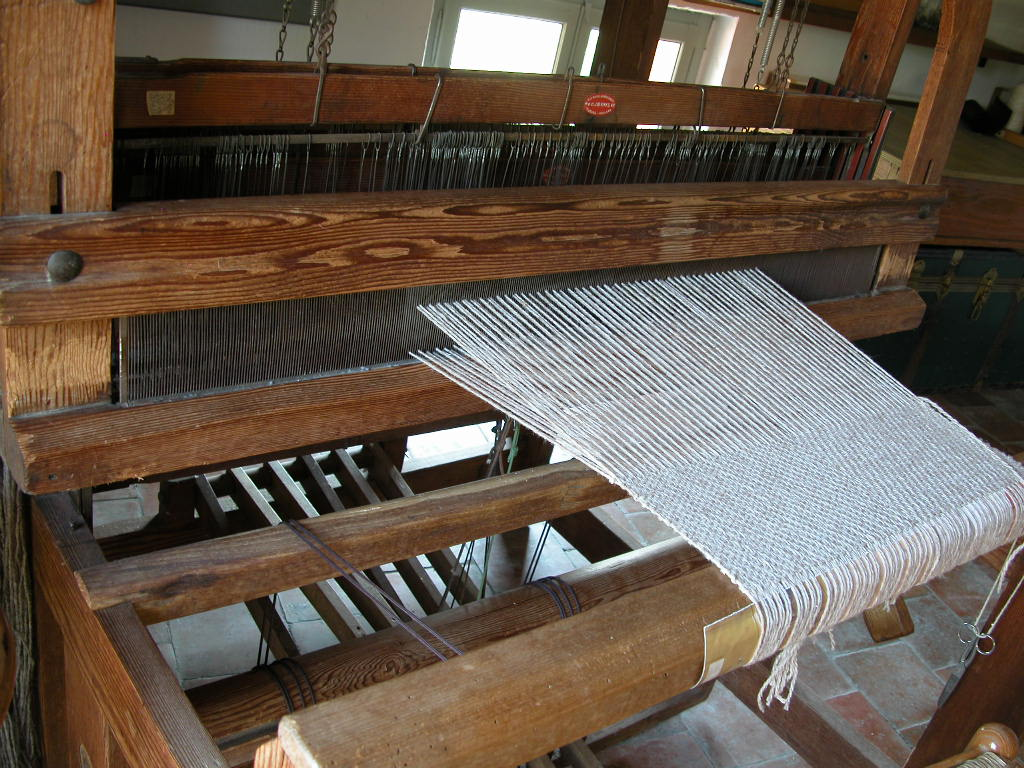
L'ordito passa nelle fessure del pettine

I fili dell'ordito sono tesi sul telaio, vengono fatti passare attraverso le maglie dei licci e alle fessure del pettine per essere legati al subbio anteriore; sono quelli verticali, paralleli alle cimose. Aprendosi, creano un varco chiamato passo che permette di far passare la navetta con il filo di trama. Il numero dei fili dell'ordito determina la larghezza del tessuto. La lunghezza dei fili dell'ordito determina la lunghezza della striscia di stoffa o del numero dei pezzi che si otterranno con l'armatura del telaio.

## L'orditura

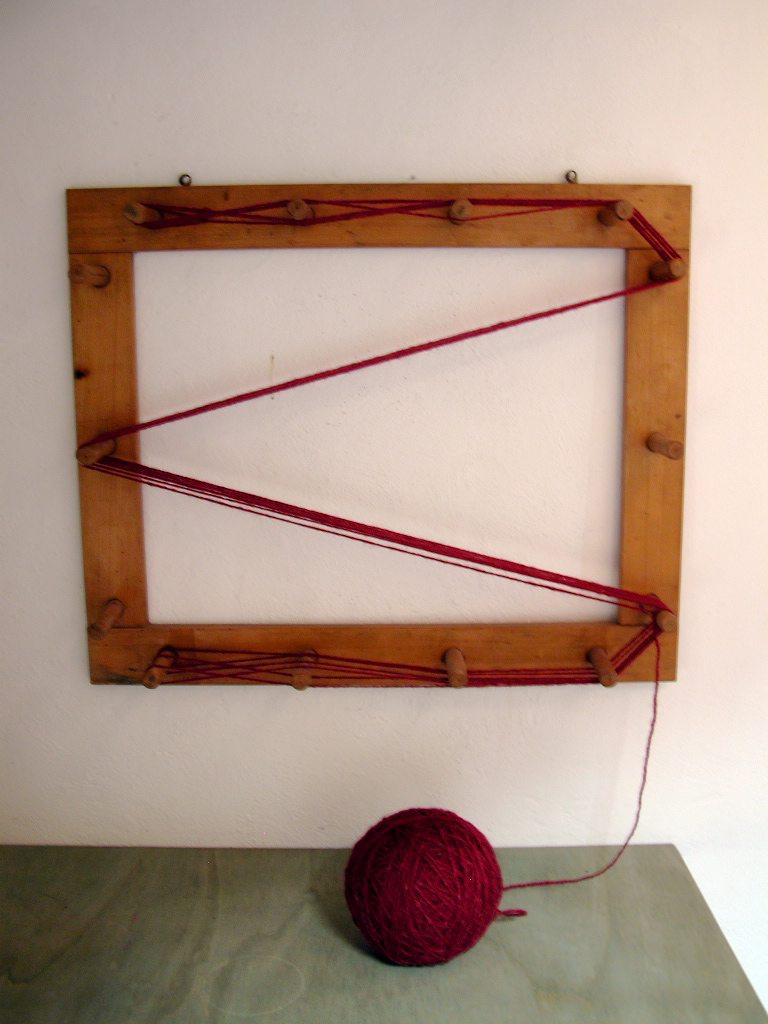
Preparazione dell'ordito

L'operazione di preparazione di un ordito si chiama orditura, è un'operazione complessa e basilare che determina la facilità di esecuzione e la buona riuscita del lavoro finito. Il calcolo dell'ordito viene fatto dal tessitore in base alle caratteristiche dell'oggetto da tessere, al tipo e alla dimensione (titolo) del filato utilizzato, alla larghezza che si vuole ottenere, al tipo di armatura impiegata, all'eventuale disegno (rigato, scozzese) o lavorazione del tessuto.
Tenuto conto di questi fattori, scelta la riduzione del pettine (numero di fili per centimetro), si tirano il numero stabilito dei fili per la lunghezza necessaria. Per capire l'ordine di grandezza: per ottenere la larghezza di 30 cm con una lana grossa ci vogliono diciamo 90 fili, per la stessa larghezza con una seta sottile passiamo alle centinaia, per un lavoro complesso (velluto, broccato) alle migliaia.

## L'orditoio
L'orditoio è l'attrezzo che permette di preparare l'ordito. 
- Il più semplice e antico consiste in pioli di legno saldamente attaccati a un piano di lavoro o una parete, posti alla distanza giusta per ottenere la lunghezza necessaria.
- quello a parete è una cornice di legno con i pioli disposti tutto intorno, passando da un piolo all'altro a zigzag si ottiene la lunghezza.
- quello girevole è una struttura a gabbia girevole montata su una base dove la lunghezza è ottenuta disponendo il filo a spirale, sempre attaccato ai pioli.
- vi è un particolare subbio a settori che permette il caricamento dell'ordito direttamente sul telaio.
- Nell'industria tessile l'orditura è affidata a un reparto specializzato dove le cantre, macchinari forniti di batterie di rocche, preparano enormi orditi su subbio che vengono caricati sui telai con un carrello apposito.

## Messa in carta

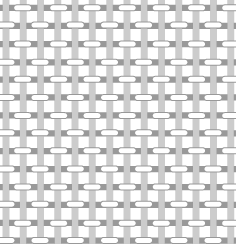
L'ordito forma le righe verticali nella tela

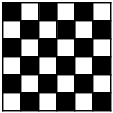
Messa in carta di un'armatura tela

La rappresentazione grafica di un'armatura, chiamata messa in carta è fatta con uno schema in cui si alternano quadretti bianchi e neri, il filo di ordito è rappresentato da quelli bianchi. Questo quadretto significa che in quel punto vediamo il filo di ordito perché passa davanti a quello di trama, che è indicato dal quadretto nero.
Più quadretti bianchi consecutivi disposti verticalmente indicano una slegatura di ordito, il filo d'ordito è passato davanti ad alcuni fili di trama consecutivi.

## Curiosità
Nonostante il verbo ordire sia ben lontano dall'esperienza delle persone nella vita d'oggi, il termine è ancora saldamente radicato nell'immaginario collettivo, insieme al termine tramare, col significato di organizzare, predisporre, architettare anche in modo nascosto, sotterraneo.